# Promozione Friuli-Venezia Giulia 1983-1984
Nella stagione 1983-1984 la Promozione era il sesto livello del calcio italiano (il più alto regionale). Qui vi sono le statistiche relative al campionato in Friuli-Venezia Giulia.
Il campionato è stato strutturato in vari gironi all'italiana su base regionale, gestiti dai Comitati Regionali di competenza. Promozioni alla categoria superiore e retrocessioni in quella inferiore non erano sempre omogenee; erano quantificate all'inizio del campionato dal Comitato Regionale secondo le direttive stabilite dalla Lega Nazionale Dilettanti, ma flessibili, in relazione al numero delle società retrocesse dal Campionato Interregionale e perciò, a seconda delle varie situazioni regionali, la fine del campionato poteva avere degli spareggi sia di promozione che di retrocessione.

## Squadre partecipanti
| Squadra                 | Città (provincia)            | Stagione 1982-1983                        |
| ----------------------- | ---------------------------- | ----------------------------------------- |
| A.S. Azzanese           | Azzano Decimo (PN)           | 9º in Promozione                          |
| A.C. Cordenonese        | Cordenons (PN)               | 6º in Promozione                          |
| A.S. Cormonese          | Cormons (GO)                 | 10º in Promozione                         |
| A.S. Centro del Mobile  | Brugnera (PN)                | 8º in Promozione                          |
| G.S. Edile Adriatica    | Prosecco di Trieste          | 11º in Promozione                         |
| S.S. Fontanafredda      | Fontanafredda (PN)           | 5º in Promozione                          |
| A.S. Lucinico           | Lucinico di Gorizia          | 3º in Promozione                          |
| U.S. Manzanese          | Manzano (UD)                 | 15º in Interregionale, gir. C. Retrocessa |
| A.C. Monfalcone         | Monfalcone (GO)              | 16º in Interregionale, gir. C. Retrocessa |
| U.S. Orcenico Sanvitese | San Vito al Tagliamento (PN) | 2º in Promozione                          |
| U.S. Pasianese          | Pasian di Prato (UD)         | 4º in Promozione                          |
| G.S. Portuale           | Trieste                      | 1º in Prima Categoria, gir. B. Promosso   |
| S.S. Sacilese           | Sacile (PN)                  | 14º in Interregionale, gir. C. Retrocessa |
| A.C. Sandanielese       | San Daniele del Friuli (UD)  | 1º in Prima Categoria, gir. A. Promosso   |
| SPAL Cordovado          | Cordovado (PN)               | 7º in Promozione                          |
| U.S. Tarcentina         | Tarcento (UD)                | 12º in Promozione.                        |

## Classifica finale
|  | Pos. | Squadra           | Pt | G  | V  | N  | P  | GF | GS | DR  |
|  | ---- | ----------------- | -- | -- | -- | -- | -- | -- | -- | --- |
|  | 1.   | Manzanese         | 42 | 30 | 13 | 16 | 1  | 35 | 18 | +17 |
|  | 2.   | Monfalcone        | 40 | 30 | 13 | 14 | 3  | 44 | 22 | +22 |
|  | 3.   | Sacilese          | 37 | 30 | 13 | 11 | 6  | 39 | 20 | +19 |
|  | 4.   | Pasianese         | 35 | 30 | 9  | 17 | 4  | 29 | 15 | +14 |
|  | 5.   | Sandanielese      | 33 | 30 | 10 | 13 | 7  | 35 | 29 | +6  |
|  | 6.   | Tarcentina        | 32 | 30 | 12 | 8  | 10 | 40 | 35 | +5  |
|  | 7.   | Fontanafredda     | 32 | 30 | 10 | 12 | 8  | 20 | 18 | +2  |
|  | 8.   | Sanvitese         | 29 | 30 | 9  | 11 | 10 | 26 | 26 | 0   |
|  | 9.   | Edile Adriatica   | 28 | 30 | 10 | 8  | 12 | 28 | 39 | -11 |
|  | 10.  | Cormonese         | 27 | 30 | 7  | 13 | 10 | 25 | 30 | -5  |
|  | 11.  | SPAL Cordovado    | 26 | 30 | 6  | 14 | 10 | 25 | 33 | -8  |
|  | 12.  | Portuale Trieste  | 26 | 30 | 7  | 12 | 11 | 27 | 41 | -14 |
|  | 13.  | Cordenonese       | 26 | 30 | 7  | 12 | 11 | 16 | 23 | -7  |
|  | 14.  | Centro del Mobile | 25 | 30 | 7  | 11 | 12 | 22 | 32 | -10 |
|  | 15.  | Lucinico          | 22 | 30 | 7  | 8  | 15 | 28 | 37 | -9  |
|  | 16.  | Azzanese          | 20 | 30 | 6  | 8  | 16 | 24 | 45 | -21 |

- Confronti diretti fra squadre a pari punti:
  - Tarcentina-Fontanafredda 3-1 e 0-0
  - SPAL 5; Portuale 4; Cordenonese 3

### Risultati
| andata     | 1ª giornata                  | ritorno    |
| 18.09.1983 |                              | 22.01.1984 |
| 2-2        | Manzanese - Portuale         | 1-1        |
| 2-1        | Lucinico - Azzanese          | 0-0        |
| 1-2        | Cormonese - Sacilese         | 0-0        |
| 0-0        | Fontanafredda - Sandanielese | 0-1        |
| 0-1        | CentroMobile - Pasianese     | 1-1        |
| 1-0        | Monfalcone - Cordenonese     | 2-2        |
| 2-2        | Edile - O.Sanvitese          | 1-0        |
| 1-1        | SPAL - Tarcentina            | 1-2        |

| andata     | 4ª giornata               | ritorno    |
| 09.10.1983 |                           | 12.02.1984 |
| 1-2        | Azzanese - SPAL           | 1-0        |
| 0-0        | Cordenonese - Edile       | 0-0        |
| 0-1        | Sacilese - Lucinico       | 1-1        |
| 0-0        | Portuale - Fontanafredda  | 0-2        |
| 2-1        | O.Sanvitese - Cormonese   | 0-1        |
| 2-2        | Sandanielese - Monfalcone | 0-2        |
| 2-0        | Tarcentina - CentroMobile | 0-2        |
| 1-1        | Pasianese - Manzanese     | 1-1        |

| andata     | 7ª giornata              | ritorno    |
| 30.10.1983 |                          | 04.03.1984 |
| 0-0        | Manzanese - Azzanese     | 0-0        |
| 1-1        | Lucinico - Cordenonese   | 0-1        |
| 2-2        | Cormonese - Sandanielese | 1-1        |
| 0-1        | Fontanafredda - Sacilese | 0-0        |
| 1-2        | CentroMobile - Portuale  | 0-0        |
| 1-1        | Monfalcone - Pasianese   | 1-0        |
| 1-1        | Edile - Tarcentina       | 0-1        |
| 1-1        | SPAL - O.Sanvitese       | 0-0        |

| andata     | 10ª giornata              | ritorno    |
| 20.11.1983 |                           | 25.03.1984 |
| 1-2        | Lucinico - Fontanafredda  | 0-1        |
| 1-1        | Cordenonese - O.Sanvitese | 0-1        |
| 2-2        | Sacilese - Pasianese      | 1-0        |
| 1-0        | Sandanielese - Portuale   | 4-1        |
| 3-2        | Tarcentina - Azzanese     | 3-1        |
| 2-0        | Monfalcone - Cormonese    | 2-1        |
| 1-1        | Edile - CentroMobile      | 0-1        |
| 0-0        | SPAL - Manzanese          | 0-0        |

| andata     | 13ª giornata             | ritorno    |
| 11.12.1983 |                          | 29.04.1984 |
| 2-0        | Lucinico - CentroMobile  | 0-1        |
| 0-0        | Cordenonese - Pasianese  | 0-0        |
| 3-2        | Portuale - Azzanese      | 0-2        |
| 0-3        | O.Sanvitese - Tarcentina | 2-1        |
| 0-2        | Cormonese - Manzanese    | 0-0        |
| 0-0        | Fontanafredda - Edile    | 0-1        |
| 2-1        | Sandanielese - Sacilese  | 1-2        |
| 3-0        | Monfalcone - SPAL        | 2-2        |

| andata     | 2ª giornata               | ritorno    |
| 25.09.1983 |                           | 29.01.1984 |
| 0-0        | Azzanese - CentroMobile   | 1-1        |
| 3-2        | Cordenonese - Cormonese   | 0-1        |
| 2-2        | Sacilese - Manzanese      | 1-1        |
| 1-1        | Portuale - SPAL           | 0-0        |
| 1-2        | O.Sanvitese - Lucinico    | 0-1        |
| 0-0        | Sandanielese - Edile      | 0-1        |
| 3-1        | Tarcentina - Monfalcone   | 0-1        |
| 0-0        | Pasianese - Fontanafredda | 0-1        |

| andata     | 5ª giornata                 | ritorno    |
| 16.10.1983 |                             | 19.02.1984 |
| 1-0        | Manzanese - Sandanielese    | 2-0        |
| 1-2        | Lucinico - Tarcentina       | 3-0        |
| 0-0        | Cormonese - Pasianese       | 1-1        |
| 0-2        | Fontanafredda - O.Sanvitese | 0-0        |
| 0-0        | CentroMobile - Cordenonese  | 0-1        |
| 5-0        | Monfalcone - Azzanese       | 3-0        |
| 3-2        | Edile - Portuale            | 1-2        |
| 1-0        | SPAL - Sacilese             | 2-4        |

| andata     | 8ª giornata                 | ritorno    |
| 06.11.1983 |                             | 11.03.1984 |
| 0-0        | Azzanese - Cormonese        | 0-1        |
| 0-3        | Cordenonese - Manzanese     | 0-1        |
| 3-0        | Sacilese - Edile            | 0-1        |
| 3-1        | Portuale - Lucinico         | 2-1        |
| 2-0        | O.Sanvitese - Monfalcone    | 0-1        |
| 2-2        | Sandanielese - CentroMobile | 1-1        |
| 3-1        | Tarcentina - Fontanafredda  | 0-0        |
| 0-0        | Pasianese - SPAL            | 3-0        |

| andata     | 11ª giornata               | ritorno    |
| 27.11.1983 |                            | 01.04.1984 |
| 2-0        | Manzanese - CentroMobile   | 3-2        |
| 1-3        | Lucinico - Monfalcone      | 0-0        |
| 0-0        | O.Sanvitese - Portuale     | 0-2        |
| 2-1        | Fontanafredda - Cormonese  | 0-0        |
| 3-1        | Sandanielese - Cordenonese | 0-0        |
| 0-1        | Tarcentina - Sacilese      | 1-4        |
| 3-1        | Pasianese - Azzanese       | 1-0        |
| 2-1        | Edile - SPAL               | 0-3        |

| andata     | 14ª giornata              | ritorno    |
| 15.01.1984 |                           | 06.05.1984 |
| 1-2        | Azzanese - Cordenonese    | 1-1        |
| 1-0        | Manzanese - Fontanafredda | 1-0        |
| 6-0        | Sacilese - Portuale       | 1-0        |
| 1-0        | CentroMobile - Monfalcone | 1-1        |
| 1-1        | Tarcentina - Sandanielese | 0-2        |
| 2-0        | Pasianese - O.Sanvitese   | 0-0        |
| 4-3        | Edile - Lucinico          | 2-1        |
| 2-0        | SPAL - Cormonese          | 0-1        |

| andata     | 3ª giornata                | ritorno    |
| 02.10.1983 |                            | 05.02.1984 |
| 2-1        | Manzanese - Tarcentina     | 1-1        |
| 1-2        | Lucinico - Sandanielese    | 1-0        |
| 1-0        | Cormonese - Portuale       | 1-1        |
| 1-0        | Fontanafredda - Azzanese   | 2-0        |
| 0-2        | CentroMobile - O.Sanvitese | 1-2        |
| 0-0        | Monfalcone - Sacilese      | 1-1        |
| 0-4        | Edile - Pasianese          | 0-1        |
| 1-0        | SPAL - Cordenonese         | 0-0        |

| andata     | 6ª giornata                 | ritorno    |
| 23.10.1983 |                             | 26.02.1984 |
| 2-1        | Azzanese - Edile            | 0-4        |
| 0-0        | Cordenonese - Fontanafredda | 1-2        |
| 2-0        | Sacilese - CentroMobile     | 2-0        |
| 1-1        | Portuale - Monfalcone       | 1-1        |
| 0-0        | O.Sanvitese - Manzanese     | 1-1        |
| 5-2        | Sandanielese - SPAL         | 1-1        |
| 3-3        | Tarcentina - Cormonese      | 1-1        |
| 3-0        | Pasianese - Lucinico        | 1-1        |

| andata     | 9ª giornata                | ritorno    |
| 13.11.1983 |                            | 18.03.1984 |
| 1-1        | Azzanese - Sacilese        | 1-0        |
| 1-0        | Manzanese - Edile          | 0-1        |
| 1-0        | Portuale - Cordenonese     | 0-1        |
| 0-0        | O.Sanvitese - Sandanielese | 1-1        |
| 0-0        | Cormonese - Lucinico       | 1-0        |
| 0-0        | Fontanafredda - Monfalcone | 0-0        |
| 1-0        | CentroMobile - SPAL        | 0-0        |
| 0-0        | Pasianese - Tarcentina     | 1-0        |

| andata     | 12ª giornata                 | ritorno    |
| 04.12.1983 |                              | 08.04.1984 |
| 2-0        | Azzanese - Sandanielese      | 0-1        |
| 1-0        | Cordenonese - Tarcentina     | 0-1        |
| 1-0        | Sacilese - O.Sanvitese       | 0-1        |
| 0-0        | Portuale - Pasianese         | 1-1        |
| 3-1        | Cormonese - Edile            | 0-0        |
| 1-1        | CentroMobile - Fontanafredda | 1-2        |
| 1-1        | Monfalcone - Manzanese       | 1-1        |
| 1-1        | SPAL - Lucinico              | 0-0        |

| andata     | 15ª giornata             | ritorno    |
| 08.01.1985 |                          | 14.05.1984 |
| 2-3        | Lucinico - Manzanese     | 0-1        |
| 0-0        | Cordenonese - Sacilese   | 0-0        |
| 1-2        | Portuale - Tarcentina    | 0-4        |
| 1-2        | O.Sanvitese - Azzanese   | 4-1        |
| 1-2        | Cormonese - CentroMobile | 0-1        |
| 3-2        | Fontanafredda - SPAL     | 0-1        |
| 1-1        | Sandanielese - Pasianese | 1-0        |
| 5-1        | Monfalcone - Edile       | 1-0        |

## Coppa Italia Dilettanti
| Squadra 1                                                                                            | Totale          | Squadra 2                  | Andata | Ritorno |
| --- | --------------- | -------------------------- | ------ | ------- |
| PRIMO TURNO 4 e 11 settembre 1983                                                                    |                 |                            |        |         |
| Sacilese                                                                                             | 3 - 4           | Fontanafredda              | 2 - 2  | 1 - 2   |
| Azzanese                                                                                             | 3 - 3 gfc       | SPAL Cordovado             | 3 - 1  | 0 - 2   |
| Centro del Mobile                                                                                    | 1 - 5           | Cordenonese                | 0 - 4  | 1 - 1   |
| Orcenico Sanvitese                                                                                   | 2 - 3           | Sandanielese               | 0 - 0  | 2 - 3   |
| Pasianese                                                                                            | 4 - 4 (4-2 dcr) | Tarcentina                 | 2 - 2  | 2 - 2   |
| Manzanese                                                                                            | 2 - 3           | Cormonese                  | 1 - 1  | 1 - 2   |
| Lucinico                                                                                             | 1 - 2           | Monfalcone                 | 1 - 1  | 0 - 1   |
| Portuale Trieste                                                                                     | 2 - 1           | Edile Adriatica            | 1 - 1  | 1 - 0   |
| SECONDO TURNO 5 e 19 ottobre 1983                                                                    |                 |                            |        |         |
| Fontanafredda                                                                                        | 0 - 2           | SPAL Cordovado             | 0 - 2  | 0 - 0   |
| Cordenonese                                                                                          | 3 - 2           | Sandanielese               | 1 - 1  | 2 - 1   |
| Cormonese                                                                                            | 2 - 3           | Pasianese                  | 1 - 1  | 1 - 2   |
| Monfalcone                                                                                           | 7 - 4           | Portuale Trieste           | 5 - 2  | 2 - 2   |
| col Terzo Turno le 4 squadre superstiti si incrociano con le squadre provenienti dalle altre regioni |                 |                            |        |         |
| TERZO TURNO 9 e 23 novembre 1983                                                                     |                 |                            |        |         |
| SPAL Cordovado                                                                                       | 3 - 5           | Caerano (Veneto/B)         | 1 - 3  | 2 - 2   |
| Cordenonese                                                                                          | 0 - 2           | Montello (Veneto/B)        | 0 - 2  | 0 - 0   |
| Pasianese                                                                                            | 0 - 2           | Liventina (Veneto/B)       | 0 - 1  | 0 - 1   |
| (Veneto/A) Cavarzere                                                                                 | 2 - 6           | Monfalcone                 | 0 - 1  | 2 - 5   |
| QUARTO TURNO 8 e 29 dicembre 1983                                                                    |                 |                            |        |         |
| (Veneto/B) Liventina                                                                                 | 2 - 8           | Monfalcone                 | 1 - 3  | 1 - 5   |
| QUINTO TURNO 11 e 25 gennaio 1984                                                                    |                 |                            |        |         |
| Monfalcone                                                                                           | 2 - 2 gfc       | Darfo Boario (Lombardia/C) | 2 - 2  | 0 - 0   |